# Arranjos de NIT
Arranjos de NIT – são órgãos que agregam Núcleos de Inovação Tecnológica de diferentes instituições, com a finalidade de promover ações de incentivo à inovação.

## Histórico
Os Arranjos de NIT estão previstos na Lei de Inovação  (Lei Nº 10.973, de 2 de dezembro de 2004), ao determinar que as Instituições de Ciência e Tecnologia (ICT) disponham de Núcleo de Inovação Tecnológica (NIT), próprio ou em associação com outras instituições. A função do NIT é fazer a gestão da política de inovação da instituição e entre as atividades desenvolvidas estão ações de proteção da propriedade intelectual e transferência de tecnologia.
As atividades dos Arranjos estão definidas na Portaria Nº 251, de 12 de março de 2014. Além das que estão previstas para os NITs no art. 16 da Lei de Inovação, a Portaria determina que os Arranjos devem:

I - executar de forma integrada as atividades relacionadas à inovação, gestão da propriedade intelectual e transferência de tecnologia das instituições de pesquisa que os compõem;

II - identificar no mercado demandas passíveis de serem atendidas por grupos de pesquisas das instituições associadas; 
 
III - criar banco de dados das pesquisas, tecnologias e competências das ICT a eles associadas; 

IV - capacitar, de forma integrada, públicos internos e externos, nos temas ligados à inovação tecnológica, por meio da promoção de cursos, seminários, workshops e outros eventos, de forma presencial ou virtual; 

V - prestar assessoria às instituições associadas aos Arranjos de NIT, em atividades de prospecção tecnológica, gestão da inovação, da propriedade intelectual, utilização de instrumentos legais de incentivo à inovação, e marketing; 

VI - auxiliar nas negociações para a comercialização e transferência de tecnologia; 

VII - constituir um sistema de governança composto por um representante titular e um substituto indicados por cada uma das ICTs que integram o Arranjo de NIT; 

VIII - atuar junto aos Arranjos Produtivos Locais - APL, Parques Tecnológicos e Incubadoras de Empresas para fortalecer a interação de suas ICTs com o setor empresarial, estimulando parcerias e a transferência tecnológica; - estimular a incubação e a criação de empresas de base tecnológica, a partir de pesquisas desenvolvidas nas instituições associadas; e

X - orientar e apoiar as ICTs do Arranjo de NIT na elaboração de critérios para levantamento dos custos das pesquisas e utilização dos laboratórios, precificação de serviços tecnológicos e valoração de tecnologias. 

Os Arranjos reúnem as Unidades de Pesquisa e Organizações Sociais vinculadas ao Ministério da Ciência, Tecnologia e Inovação. A definição dos Arranjos e as instituições participantes são definidas pelo MCTI. Conforme a Portaria Nº 22 de 30 de janeiro de 2015 , são quatro os Arranjos de NIT no país.

## Arranjos
Os quatro Arranjos de NIT em atuação são: 
NIT Rio – com sede no CBPF

NIT Mantiqueira – com sede no CTI Renato Archer

NIT Amazônia Oriental – com sede no MPEG 

NIT Amazônia Ocidental – com sede no INPA 

### NIT Rio
Reúne sete Instituições: 
Centro Brasileiro de Pesquisas Físicas – CBPF 

Centro de Tecnologia Mineral – CETEM 

Instituto de Matemática Pura e Aplicada – IMPA 

Instituto Nacional de Tecnologia – INT 

Laboratório Nacional de Computação Científica – LNCC 

Museu de Astronomia e Ciências Afins – MAST 

Observatório Nacional – ON 

### NIT Mantiqueira
Reúne seis instituições: 
Centro Nacional de Pesquisa em Energia e Materiais – CNPEM 

Centro de Pesquisas Avançadas Wernher Von Braun – Von Braun 

Centro de Tecnologia da Informação Renato Archer – CTI 

Fundação Valeparaibana de Ensino – FVE/UNIVAP 

Instituto Nacional de Pesquisas Espaciais – INPE 

Laboratório Nacional de Astrofísica – LNA 

O NIT Mantiqueira é o Arranjo de NIT do Estado de São Paulo e Sul de Minas Gerais. As atividades tiveram início em junho de 2010, com um projeto FINEP. A sede do NIT Mantiqueira é no CTI, localizado na rodovia D. Pedro I (SP-65) KM 143,6, Amarais, em Campinas (SP).

#### Atividades
O Arranjo NIT Mantiqueira  atua junto às instituições nucleadas (instituições que fazem parte do Arranjo) na capacitação de sua equipe e de atores de inovação, na relação com a sociedade, na proteção da propriedade intelectual e segurança jurídica, e na transferência de tecnologia, provendo ações previstas na Lei de Inovação. Desta forma, as principais atividades são: 
- realização de eventos;
- cursos de capacitação,
- assessoria jurídica em propriedade intelectual
- desenvolvimento de metodologias e ferramentas de apoio à Gestão da Inovação.

### NIT Amazônia Oriental
Museu Paraense Emílio Goeldi – MPEG

### NIT Amazônia Ocidental
Instituto Nacional de Pesquisas da Amazônia – INPA

Instituto de Desenvolvimento Sustentável Mamirauá - IDSM

## Ver Também
Inovação Tecnológica
Ministério forma arranjos de NIT e divulga instituições participantes
Triplicam pedidos de patentes das unidades de pesquisa do MCTI
Site NIT Rio - http://mesonpi.cat.cbpf.br/_nitrio/
Site NIT Mantiqueira - http://www.nitmantiqueira.org.br
Site NIT Amazônia Oriental - http://www.redenamor.org/